# Берлинска школа по експериментална психология
Берлинската школа по експериментална психология е оглавена от Карл Щумпф (ученик на Франц Брентано и Херман Лотце), който става професор в Берлинския университет. Там основава Берлинска лаборатория по експериментална психология в 1893 година.
Сред неговите ученици са Макс Вертхаймер, Курт Кофка, Волфганг Кьолер и Курт Левин.
Едва след като Кьолер през 1922 г. поема управлението на посоката на психологическия институт, Берлинската школа ефективно се превръща в школа на гещалт психологията.